# Low (canção de Flo Rida)
"Low" (em português:  Baixo) é o primeiro single do rapper Flo Rida em seu primeiro álbum de estúdio, Mail on Sunday (2008). Também serviu como single trilha sonora do filme de 2008 Step Up 2: The Streets. A canção possui participação e foi produzida por T-Pain. Há também um remix onde o hook ("pré-refrão") é cantado por Flo Rida ao invés de T-Pain. Um remix não-oficial foi produzido com participação de Pitbull e T-Pain, além de alguns outros remixes. Deteve por cerca de 3 anos, o título de música mais baixada da história dos Estados Unidos, até 2009, quando foi ultrapassada pela música "I Gotta Feeling" dos Black Eyed Peas.

## Videoclipe
O videoclipe da canção mostra Flo Rida e T-Pain em uma grande boate com luzes extravagantes, além de algumas cenas do filme Step Up 2: The Streets.
O videoclipe ficou por 21 dias na posição #1 no TRL. Ele também já foi visto por mais de 40 milhões de pessoas no mais popular site de vídeos, o YouTube.

## Desempenho nas paradas

### Posições
| Top (2008)                              | Melhor posição |
| --------------------------------------- | -------------- |
| Austrália - Parada de Singles ARIA      | 1              |
| Canadá - Hot 100                        | 1              |
| Estados Unidos - Billboard Hot 100      | 1              |
| Estados Unidos - Billboard Pop 100      | 1              |
| Nova Zelândia - Parada de Singles RIANZ | 1              |
| Portugal - Top 50 Nacional              | 39             |
| Suécia                                  | 17             |
| Reino Unido - UK Singles Chart          | 2              |